# 선학별빛도서관
선학별빛도서관은 인천광역시 연수구에 있는 도서관이다.
도서관 내 천체투영관을 조성하여 우주체험을 할 수 있다.

## 연혁
- 선학별빛도서관은 2018년 7월 20일에 개관하였다.
- 2018년 7월 27일 : 개관식
- 2018년 8월 1일 : 주중 야간연장운영 시작(단, 2층 어린이자료실 제외)